# Parque Professora Lydia Natalízio Diogo
O Parque Professora Lydia Natalízio Diogo é um parque situado no distrito de Vila Prudente, na zona leste da cidade de São Paulo, Brasil. 

## História
Inaugurado em 5 de julho de 1996 com o denominação de Parque Ecológico da Vila Prudente, em 27 de dezembro de 2004, através de um decreto municipal, seu nome foi modificado para homenagear Lydia Natalizio Diogo, uma professora de uma escola da região.

## Infraestrutura
O parque possui Wi-Fi livre, parque infantil, um pequeno lago de carpas com cascata, aparelhos de ginástica, pista de corrida e caminhada com 1300 metros, sede administrativa, campos de gateball, guarita, banheiros masculino e feminino, bebedouros e viveiro de mudas. Também há a sede do Grupo Escoteiro Corrente.